# Stóra-Viti
Stóra-Viti är en krater i republiken Island. Den ligger i regionen Norðurland eystra, 300 km nordost om huvudstaden Reykjavík. Toppen på Stóra-Viti är 409 meter över havet.
Trakten runt Stóra-Viti är nära nog obefolkad, med mindre än två invånare per kvadratkilometer. Det finns inga samhällen i närheten. Trakten runt Stóra-Viti består i huvudsak av gräsmarker.